# Amerila rhodopa
Amerila rhodopa är en fjärilsart som beskrevs av Walker 1864. Amerila rhodopa ingår i släktet Amerila och familjen björnspinnare. Inga underarter finns listade i Catalogue of Life.